# Robert Feaster
Robert M. Feaster (* 15. Mai 1973 in Chicago) ist ein ehemaliger US-amerikanischer Basketballspieler.

## Leben
Der 1,98 Meter große, aus Chicago stammende Flügelspieler wechselte 1991 von der in Wilmette (US-Bundesstaat Illinois) gelegenen Loyola Academy ans College of the Holy Cross (Bundesstaat Massachusetts). Dort bestritt er bis 1995 insgesamt 114 Spiele und erzielte 2224 Punkte, damit setzte er sich auf den zweiten Rang der ewigen Korbjägerliste der Hochschulmannschaft. Seine Bestleistung in einem Spiel waren 46 Punkte (im Februar 1994). Ende November 1994 traf er in einer Partie sieben Dreipunktwürfe. In der Saison 1993/94 kam Feaster auf einen Punkteschnitt von 28 pro Begegnung und war damit zweitbester Korbschütze der ersten NCAA-Division. In seinem Abschlussspieljahr 1994/95 lag er mit 25 Punkten pro Partie NCAA-weit auf dem neunten Platz. 1995 wurde er als Spieler des Jahres der Patriot League ausgezeichnet und später in die Liga-Mannschaft des Jahrzehnts der 1990er gewählt.
Trotz seiner guten Leistungen auf Hochschulebene wurde er beim Draftverfahren der NBA im Jahr 1995 von keiner Mannschaft ausgewählt. Die Mannschaft Connecticut Pride aus der US-Liga CBA sicherte sich Feasters Dienste, doch zum Einsatz kam er dort in der Saison 1995/96 nicht, sondern stand zunächst in Diensten von ALGM Lyon in der Liga Nationale 2 in Frankreich. Nach langer Verletzungspause wechselte er im Januar 1996 zum deutschen Zweitligisten BCJ Hamburg. Für die Hamburger erzielte er im Schnitt 25 Punkte pro Spiel. Anschließend versuchte Feaster wieder, den Sprung in die NBA zu vollziehen, was ihm nicht gelang. Er lehnte das Angebot eines türkischen Vereins ab, kehrte zur Saison 1996/97 nach Hamburg zurück und gehörte weiterhin zu den unbestrittenen Leistungsträgern der Hanseaten, verpasste mit der Mannschaft 1997 aber den angestrebten Bundesliga-Aufstieg. Dem US-Amerikaner allerdings gelang der Sprung in Deutschlands höchste Spielklasse, indem er in der Endphase der Saison 1997/98 für Basket Bayreuth spielte und dort in den letzten vier Hauptrundenspielen zum Einsatz kam. In Bayreuth kam er auf 16,4 Punkte sowie 6,4 Rebounds pro Begegnung.
Nach einem Abstecher nach Argentinien, wo er zu Beginn des Spieljahres 1998/99 kurzzeitig spielte, setzte er die Saison bei den Rochester Skeeters in der US-Liga IBA fort. Er wurde als bester Einwechselspieler („sechster Mann“) der IBA-Saison 1998/99 ausgezeichnet. Er blieb vorerst in seinem Heimatland, im CBA-Spieljahr 1999/2000 bestritt er zwei Einsätze (8 Punkte/Spiel) für die La Crosse Bobcats und zwölf während der Saison 2000/01 (14,8 Punkte/Spiel). 2002 wechselte er nach Australien, war Leistungsträger der Perth Wildcats, für die er in der Frühjahrssaison 2002 19,4 Punkte pro Partie erzielte und diesen Wert im Folgespieljahr mit 19,2 nahezu wiederholte. 2003 wurde er von einer anderen australischen Mannschaft, den Victoria Giants, verpflichtet. Für die Giants erzielte er 18,5 Punkte im Schnitt.
Ende Dezember 2004 nahm der Amerikaner ein Angebot des französischen Erstligisten Reims Champagne Basket an und schlug voll ein, als er bis zum Saisonende in 19 Ligaspielen im Schnitt 21 Punkte erzielte. Das bedeutete ligaweit den zweithöchsten Wert. Auch 2005/06 stand er in Reims unter Vertrag (34 Ligaspiele, 15,3 Punkte/Begegnung). Nachdem er im September 2006 einen Verkehrsunfall verursacht hatte und sich deshalb juristisch verantworten musste, wurde er in Reims entlassen. Kurz darauf wurde er vom Ligakonkurrenten Stade Clermontois mit einem fünf Wochen laufenden Vertrag ausgestattet. Dies wurde die letzte Station seiner Laufbahn als Berufsbasketballspieler.